# Gare de Berlin Raoul-Wallenberg-Straße
La gare de Berlin Raoul-Wallenberg-Straße est une gare ferroviaire du réseau de la S-Bahn de Berlin. Elle est située dans le quartier de Marzahn, à la ligne de Berlin à Wriezen. 
La gare se situe à l'ouest de Marzahn et est délimitée à l'est par la Märkische Allee, un tronçon de la Bundesstraße 158, au carrefour avec la rue portant le nom du diplomate suédois Raoul Wallenberg.

## Situation ferroviaire

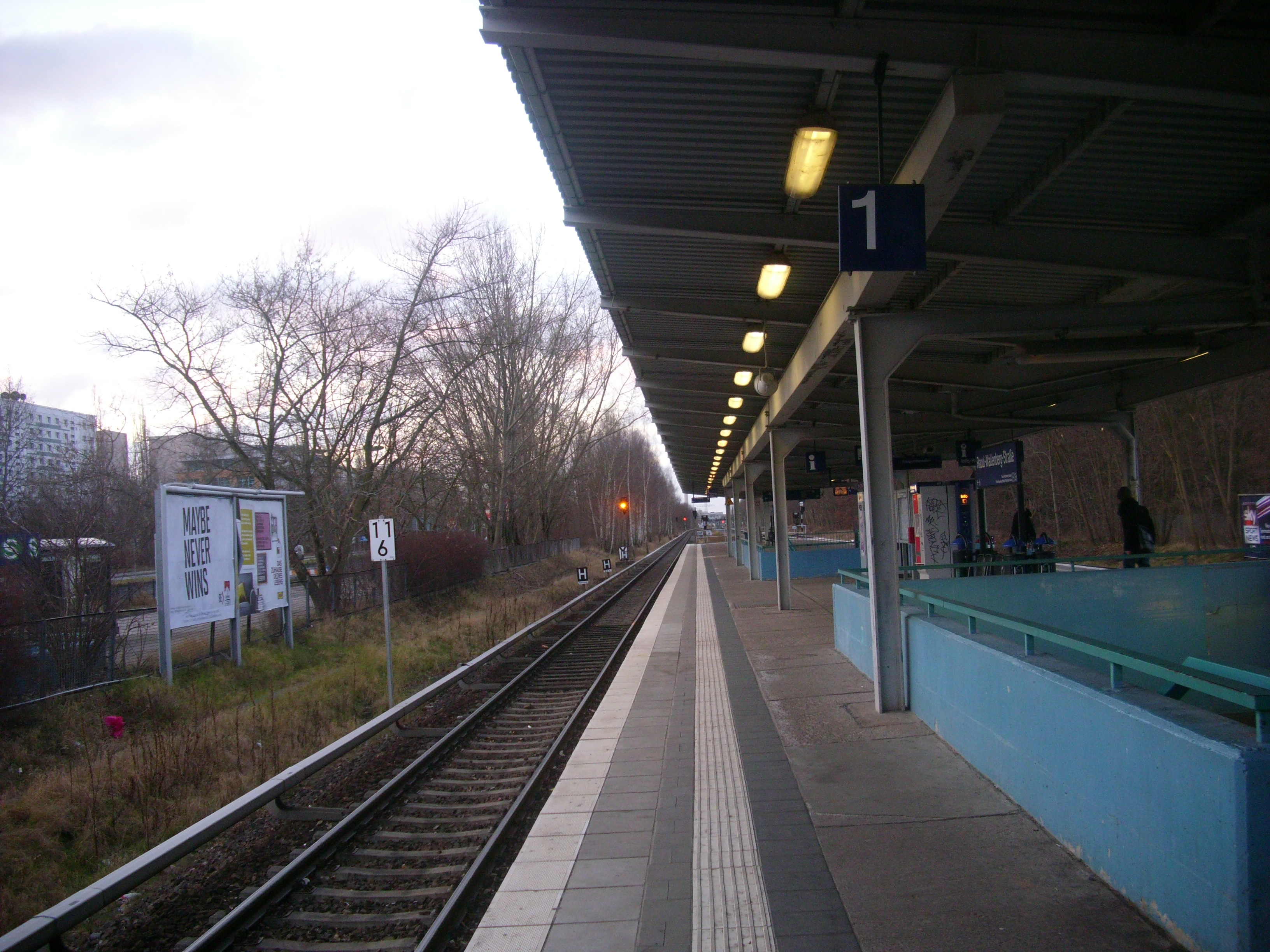
Le quai de gare.

## Histoire
Lors du 8e congrès du Parti socialiste unifié d'Allemagne (SED) en juin 1971, il est décidé de résoudre le « problème du logement en tant que problème social jusqu'en 1990 ». En 1977 commence la construction de logements du grand plan prévu à Berlin-Marzahn. Les nouvelles maisons d'éléments préfabriqués (Plattenbauten) sont construites dans plusieurs sections du sud au nord. 
Puisqu'une liaison de transport local efficace était nécessaire, une ligne du réseau S-Bahn reliant la ligne orientale à la gare de Berlin-Friedrichsfelde-Est par Springpfuhl et la ligne de Berlin à Wriezen au nouveau site doit être mise en service. Le 15 décembre 1980, le tronçon de la gare de Berlin-Marzahn à Otto-Winzer-Straße (maintenant Mehrower Allee), et donc la gare intermédiaire de Bruno-Leuschner-Straße (du nom d'un politicien SED), est inauguré. 
Après la réunification allemande, le 31 janvier 1992, la gare et la rue adjacente ont été renommées d'après Raoul Wallenberg.

## Service des voyageurs

### Intermodalité
La gare est en correspondance avec les lignes d'omnibus X54 et 154 de la Berliner Verkehrsbetriebe.